# Felipe Souza
Luis Felipe Silva de Souza (Manaus, 4 de outubro de 1971) é um empresário, engenheiro civil e político brasileiro filiado ao PRD. Atualmente cumpre seu segundo mandato como deputado estadual do Amazonas.

## Trejetória política
Candidatou-se em 1998, 2004 e 2006, porém, em nenhuma dessas três eleições obteve sucesso. Felipe conseguiu entrar na vida pública somente no pleito de 2012, quando elegeu-se vereador da cidade de Manaus pelo Partido Trabalhista Nacional (PTN).
Nas eleições de 2014, concorreu ao cargo de deputado federal pelo PTN. Com 100% das urnas eletrônicas apuradas, ele recebeu 18.950 votos ou 1,14% dos votos válidos, sendo não eleito.
Em 2 de outubro de 2016, Felipe foi reeleito vereador de Manaus pelo mesmo partido que o elegeu. Com as urnas totalizadas, ele recebeu 9.263 votos.
Na eleição suplementar de 2017, Felipe foi candidato ao cargo de vice-governador do Amazonas pelo Podemos (PODE), na chapa liderada pela ex-deputado federal, Rebecca Garcia. Inicialmente, o vice de Rebecca seria Abdala Fraxe, no entanto, o deputado estadual teve o registro de candidatura impugnada pelo Tribunal Regional Eleitoral do Amazonas (TRE-AM). Ao fim da apuração, eles receberam 264.609 votos, ficando em 3° lugar e fora do segundo turno disputado por Amazonino Mendes (PDT) e Eduardo Braga (PMDB).
Em 7 de outubro de 2018, foi eleito deputado estadual do Amazonas pelo Partido Humanista da Solidariedade (PHS). Após o pleito, ele recebeu 16.541 votos.
Em dezembro de 2018, Felipe Souza assumiu a vaga de deputado federal após mudanças no Executivo.
A substituição do parlamentar para a Câmara dos Deputados se deu após o primeiro suplente de Arthur Bisneto (PSDB), Carlos Souza (PSDB), ser nomeado subsecretário de Apoio às Comunidades, na Secretaria Municipal de Infraestrutura (SEMINF). Na Câmara Municipal de Manaus, Felipe foi substituído pelo deputado estadual eleito Roberto Cidade (PV), ele permaneceu temporariamente no parlamento municipal até tomar posse na Assembleia Legislativa do Amazonas (ALEAM).
Em 2 de outubro de 2022, Felipe foi reeleito deputado estadual do Amazonas pelo Patriota. Ao fim eleição, ele recebeu 50.454 votos ou 2,56% dos votos válidos, sendo o 3º candidato com maior número de votos do Amazonas.

### Desempenho em eleições
| Ano  | Eleição              | Partido  | Candidato a       | Votos   | %     | Resultado  | Observações         | Ref.   |
| ---- | -------------------- | -------- | ----------------- | ------- | ----- | ---------- | ------------------- | ------ |
| 1998 | Estadual no Amazonas | PL       | Deputado estadual | 1.053   | 0,12  | Não eleito | —                   | [ 13 ] |
| 2004 | Municipal de Manaus  | PAN      | Vereador          | 1.960   | 0,25  | Não eleito | —                   | [ 14 ] |
| 2006 | Estadual no Amazonas | PAN      | Deputado estadual | 2.213   | 0,16  | Não eleito | Ficou 109º lugar    | [ 15 ] |
| 2012 | Municipal de Manaus  | PTN      | Vereador          | 4.997   | 0,53  | Eleito     | Ficou em 44º lugar  | [ 2 ]  |
| 2014 | Estadual no Amazonas | PTN      | Deputado federal  | 18.950  | 1,14  | Não eleito | Ficou em 16º lugar  | [ 3 ]  |
| 2016 | Municipal de Manaus  | PTN      | Vereador          | 9.263   | 0,90  | Eleito     | Eleito em 7° lugar  | [ 4 ]  |
| 2017 | Estadual no Amazonas | PODE     | Vice-governador   | 264.609 | 18,21 | Não leito  | Ficou em 3º lugar   | [ 6 ]  |
| 2018 | Estadual no Amazonas | PHS      | Deputado estadual | 16.541  | 0,93  | Eleito     | Eleito em 24º lugar | [ 7 ]  |
| 2022 | Estadual no Amazonas | Patriota | Deputado estadual | 50.454  | 2,56  | Eleito     | Eleito em 3º lugar  | [ 11 ] |